# Tượng đài Chiến sĩ Vô danh Chống Phát xít
Tượng đài Chiến sĩ Vô danh Chống Phát xít (tiếng Slovakia: Pamätník neznámeho protifašistického bojovníka) là một đài tưởng niệm các nạn nhân của cuộc kháng chiến chống chủ nghĩa phát xít, tọa lạc trên Quảng trường Những người giải phóng trong khu Phố cổ của thành phố Košice, Slovakia. Tượng đài này nằm đối diện với Đài tưởng niệm những người lính của Quân đội Liên Xô. Vào ngày 28 tháng 6 năm 1963, tượng đài được ghi danh vào Danh sách Di tích Trung ương theo quyết định của Bộ Văn hóa Cộng hòa Slovakia.

## Lịch sử
Tượng đài này được xây dựng trên bản thiết kế của Karol Milerský và Viliam Columby. Nhà điêu khắc Vojtech Löffler là tác giả của tác phẩm điêu khắc này. Việc xây dựng tượng đài diễn ra trong hai năm 1947 và 1948. Lễ khánh thành tượng đài được tổ chức trang trọng vào năm 1948 nhân kỷ niệm bốn năm Cuộc khởi nghĩa Quốc gia Slovakia.

## Miêu tả
Tượng đài bao gồm một sảnh hành lễ, bên trên dựng một cây cột. Hội trường hình bán nguyệt nằm ở trung tâm và có ba mặt được bao quanh bằng song sắt. Trong hội trường này có hai nhân vật là một người lính Tiệp Khắc và một đảng viên.